# Charles Augustus FitzRoy
Charles Augustus FitzRoy, född 10 juni 1796 i Derbyshire, död 16 februari 1858 i London, var en brittisk koloniguvernör. Han var sonson till Augustus FitzRoy, 3:e hertig av Grafton och halvbror till Robert FitzRoy.
FitzRoy blev 1837 viceguvernör över Prince Edward Island, var 1841–1845 guvernör över Leeward Islands och blev 1846 guvernör i Nya Sydwales, där han genom takt och tillmötesgående i hög grad vann kolonisternas förtroende och 1849 hjälpte dem att motsätta sig regeringens försök att återuppliva deportationen dit av förbrytare. 1850 erhöll han titeln generalguvernör över Australien och återvände hem 1855. Han befrämjade bland annat de första järnvägsanläggningarna i Australien.